# Vicente Rojas
Vicente Rojas Naranjo (Santiago, 30 aprile 2002) è un ciclista cileno che corre per il team VF Group-Bardiani CSF-Faizanè. È professionista dal 2022.

## Carriera
Debutta nel circuito professionistico nel 2022 con la Équipe cycliste Swift Carbon Brasil. Nel 2023 passa alla Green Project-Bardiani-CSF-Faizanè.
Nel 2025 partecipa alla sua prima classica, la Milano-Sanremo, dove si classifica 104º.

## Piazzamenti

### Classiche monumento
- Milano-Sanremo

2025: 77°